# Litteraturåret 1855

## Händelser
- 4 juli - den nordamerikanske poeten Walt Whitman ger på eget förlag ut en första upplaga av sitt banbrytande livsverk Leaves of Grass bestående av 12 dikter.

## Nya böcker

### A – G
- Aurélia av Gérard de Nerval
- Dogme et Rituel de la Haute Magie av Eliphas Levi
- En månad på landet (Месяц в деревне) av Ivan Turgenev
- Från Sevastopols belägring (Севастопольские рассказы, Sevastopolskije rasskazy) av Lev Tolstoj
- Fyrbåken av Elias Sehlstedt
- Gildet paa Solhoug av Henrik Ibsen

### H – N
- Israel Potter av Herman Melville
- Leaves of Grass av Walt Whitman
- The Life of George Washington, Volumes 1 and 2 av Washington Irving
- Memoirs of the Life, Writings and Discoveries of Sir Isaac Newton av David Brewster
- Ménage d'Olympe av Émile Augier
- The Newcomes av William Makepeace Thackeray
- North and South av Elizabeth Gaskell

### O – U
- The Paradise of Bachelors and the Tartarus of Maids av Herman Melville
- On the Law Which has Regulated the Introduction of Species av Alfred Russel Wallace
- Skyddslingen av Onkel Adam
- Soll und Haben av Gustav Freytag
- The Song of Hiawatha av Henry Wadsworth Longfellow
- The Story of My Life (Histoire de ma vie)  av George Sand
- Ur Casanovas memoarer av Giacomo Casanova

### V – Ö
- Westward Ho! av Charles Kingsley
- Wolfert's Roost av Washington Irving

## Födda
- 1 maj – Marie Corelli (död 1924), brittisk författare.
- 21 maj – Emile Verhaeren (död 1916), belgisk, franskspråkig poet och dramatiker.
- 7 juli – Ludwig Ganghofer (död 1920), tysk författare.

## Avlidna
- 25 januari – Dorothy Wordsworth (född 1771), brittisk poet, syster till William Wordsworth.
- 26 januari – Gérard de Nerval (född 1808), fransk poet och översättare.
- 31 mars – Charlotte Brontë (född 1816), brittisk författare.
- 21 juli – Per Daniel Amadeus Atterbom,  (född 1790), svensk författare.
- 11 november – Søren Kierkegaard (född 1813), dansk filosof.
- 26 november – Adam Mickiewicz (född 1798), polsk poet.